# Quai des Ardennes
Le quai des Ardennes est une importante artère liégeoise, en Belgique, sur la rive droite de l'Ourthe. Il va du quai Mativa jusqu'à Chênée (place Joseph Willem et pont de Chênée). Le quai est le lieu de départ et d'arrivée de la course cycliste Liège-Bastogne-Liège.

## Histoire
Depuis la fusion des communes de 1977, le quai des Grosses Battes, qui appartenait à la commune de Chênée, a été englobé dans le quai des Ardennes faisant de ce quai un des plus longs de la ville de Liège. La partie occidentale du quai (entre le pont de Fétinne et le pont des Grosses Battes) date de 1905, année de la fin des travaux de rectification de l'Ourthe.

## Description
La nationale 30  emprunte une partie du quai des Ardennes, de Chênée au boulevard de Douai. Sur cette portion, le quai possède une bande de stationnement pour voitures, quatre bandes de circulation pour voitures et une voie cycliste et pédestre le long des rives de l'Ourthe plantées d'arbres. 
Sur la portion située en aval, entre le pont des Grosses Battes et le pont de Fétinne, le quai comprend une bande de stationnement pour voitures, deux bandes de circulation pour voitures, un site propre de deux bandes pour bus et vélos et une voie cyclo-pédestre sous une double rangée d'arbres.
Depuis 1985, ces allées d'arbres bordant l'Ourthe situées sur le quai des Ardennes sont classées au Patrimoine culturel immobilier de la Wallonie.

## Architecture
- no 4 : Immeuble de bureaux Fenwick, du groupe EGAU (1969).
- no 15 : Maison Heythuyzen de Clément Pirnay (1912) de style fonctionnaliste[1].
- no 63 : maison Art déco
- no 64 : Maison Jules Douffet d'Émile Deshayes (Art déco, 1929)
- no 68 : ancien café et maison Art déco
- nos 104, 112, 170, 171 : maisons avec éléments de style Art déco
- no 127 : la plus ancienne demeure du quai : maison en retrait de la chaussée, vraisemblablement d'origine de la fin du XVIIe siècle réaménagée à la fin du XIXe siècle[2].

## Voies adjacentes
- Avenue Albert Mahiels
- Rue de l'Amblève
- Pont de Belle-Île
- Rue de Boisselier
- Pont de Chênée
- Rue Chevy
- Boulevard de Douai
- Boulevard Émile de Laveleye
- Pont de Fétinne
- Rue du Fourneau
- Pont des Grosses Battes
- Rue Hubert Désamoré
- Place Joseph Willem
- Rue de Londres
- Quai Mativa
- Pont de Namur
- Rue de Paris
- Rue de Turin